# Chiesa di Sant'Arduino
La chiesa di Sant'Arduino è un edificio sacro che si trova a Cicognaia, nel comune di Badia Tedalda, in provincia di Arezzo.
Sorta probabilmente fin dal VII secolo sui resti di un preesistente edificio pagano, la chiesa fece parte di un organismo castellare situato nel XIII secolo nei territori dell'abbazia di San Michele Arcangelo dei Tedaldi. L'edificio, ristrutturato nel XVI secolo, presenta un'abside ben conservata dalle linee preromaniche.
L'interno è a navata unica con arconi trasversi, tetto a capriate e presbiterio sopraelevato su cripta sostenuta da colonne con capitelli d'influenza ravennate. Sono conservati frammenti di pavimentazione romanica del primitivo organismo, affreschi del XIV secolo e un tabernacolo medievale in pietra.
Nella seconda metà del XX secolo ne è stato parroco don Amedeo Potito.